# Humedal La Boca de La Higuera
El humedal La Boca es una zona húmeda ubicada en torno a la desembocadura de la quebrada Los Choros en la comuna de La Higuera de la Región de Coquimbo. Una parte del humedal ha sido declarado santuario de la naturaleza de Chile en virtud de los servicios ecosistémicos que ofrece para el mantenimiento de la vida en la zona. El humedal abarca dunas, paleodunas, conchales y borde costero rocoso.
La página web del Ministerio del Medio Ambiente de Chile consigna el humedal La Boca, con un área de 1129 hectáreas como el único sitio protegido en la cuenca.